# 八字门水库
八字门水库是中国湖北省荆门市京山县境内的一座水库，位于小富水上，建于1980年。水库正常库容为5020万立方米，集雨面积为111.9平方千米，海拔为194米。